# Lena Kalisch
Lena Kalisch (* 1989 in Hannover) ist eine deutsch-israelische Schauspielerin.

## Leben
Lena Kalisch wurde als Tochter eines israelischen Vaters geboren und wuchs bei ihrer Mutter auf. Im Jahr 2006/2007 verbrachte sie mit AFS Interkulturelle Begegnungen ein Austauschjahr in Venezuela. Ihren Vater lernte sie im Alter von 18 Jahren kennen. 2013 begann sie am Wiener Max Reinhardt Seminar ein Schauspielstudium, Rollenunterricht erhielt sie unter anderem bei Martin Schwanda und Janusz Cichocki. Das Studium schloss sie 2017 ab. Während des Studiums spielte sie unter anderem 2015/16 am Wiener Volkstheater in Schöne Axt zum Auslichten von Margret Kreidl und in der deutschsprachigen Erstaufführung von God Waits at the Station von Maya Arad die Rolle der Soldatin Yael. 2016/17 stand sie in Hexenjagd von Arthur Miller am Wiener Burgtheater in der Rolle der Susanna Walcott auf der Bühne.
2017 war sie neben Miriam Fussenegger in JA, EH! Beisl, Bier und Bachmannpreis von Stefanie Sargnagel unter der Regie von Christina Tscharyiski am Rabenhof Theater zu sehen, die Produktion war im Rahmen der Verleihung des Nestroy-Theaterpreises 2017 in der Kategorie Beste Off-Produktion nominiert. Am Schauspielhaus Graz spielte sie in der Saison 2017/18 in Bernarda Albas Haus die Rolle der Amalia und in Altes Testament – Aus dem Tagebuch der Menschheit die Rolle der Rachel. 2017 stand sie für Dreharbeiten zum Film Wolkenbruchs wunderliche Reise in die Arme einer Schickse vor der Kamera. In der im September 2018 erstausgestrahlten Folge Das Urteil der Fernsehreihe Kommissarin Lucas war sie in der Rolle der Zeugin Marie Heusler zu sehen. Im Usedom-Krimi Träume (2019) mit Christian Kuchenbuch als Jörn Sievers verkörperte sie dessen Filmtochter Merle.
Bei den Sommerspielen Perchtoldsdorf 2020 spielte sie an der Seite von Valentin Postlmayr als Romeo die Rolle der Julia in Romeo und Julia. In der Tatort-Folge Die Ferien des Monsieur Murot war sie 2020 als Walter Boenfelds Sekretärin Susa zu sehen. In der im April 2022 veröffentlichten ARD/ORF-Serie Euer Ehren mit Sebastian Koch verkörperte sie die Rolle der Strafverteidigerin Lisa Schwarz.

## Filmografie (Auswahl)
- 2016: Mobile Monster (Kurzfilm)
- 2016: Die Stille nach dem Tod im Wald (Kurzfilm)
- 2017: Fucking Drama (Kurzfilm)
- 2018: Kommissarin Lucas – Das Urteil (Fernsehreihe)
- 2018: Wolkenbruchs wunderliche Reise in die Arme einer Schickse
- 2018: Tatort: Blut (Fernsehreihe)
- 2019: SOKO Kitzbühel – In medias res (Fernsehserie)
- 2019: Alarm für Cobra 11 – Die Autobahnpolizei – Zoe (Fernsehserie)
- 2019: Träume – Der Usedom-Krimi (Fernsehreihe)
- 2019: Meiberger – Im Kopf des Täters – Die schwarze Witwe (Fernsehserie)
- 2020: Wischen ist Macht – Party vorbei (Fernsehserie)
- 2020: Unorthodox (Miniserie)
- 2020: In aller Freundschaft – Die jungen Ärzte – Aus Liebe (Fernsehserie)
- 2020: Tatort: Die Ferien des Monsieur Murot (Fernsehreihe)
- 2020: Letzter Wille (Fernsehserie, Folgen Frost und Fische)
- 2021: SOKO Donau/SOKO Wien – Mann ohne Eigenschaften (Fernsehserie)
- 2021: SOKO Potsdam – Vom Himmel gefallen (Fernsehserie)
- 2022: Euer Ehren (Fernsehserie)
- 2022: Bettys Diagnose – Alles auf Anfang (Fernsehserie)
- 2023: SOKO Linz – Der Skorpion (Fernsehserie)
- 2024: Pfau – Bin ich echt?
- 2024: Münter & Kandinsky